# Ditassa angustifolia
Ditassa angustifolia är en oleanderväxtart som beskrevs av Joseph Decaisne. Ditassa angustifolia ingår i släktet Ditassa och familjen oleanderväxter. Inga underarter finns listade i Catalogue of Life.